# Aquileo (usurpador)

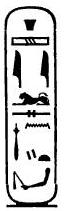
"Aquileo el gran dominador", estela egipcia (reproducción).

Aurelio Aquileo (en latín, Aurelius Achilleus; ¿? - 298) fue un autoproclamado emperador del Imperio romano.
Bajo el imperio de Diocleciano, Aquileo se autoproclamó emperador en 292 —fue uno de los llamados usurpadores— y reinó sobre la provincia romana de Egipto durante algún tiempo. Posiblemente fue el corrector de la provincia, junto a Domiciano, y encabezó la revuelta tras la muerte de este, en 297. Diocleciano emprendió una campaña contra él y solo logró derrotarle tras asediarle durante ocho meses en Alejandría, asedio que acabó en 298 con la muerte de Aquileo.